# Vleugeldoos

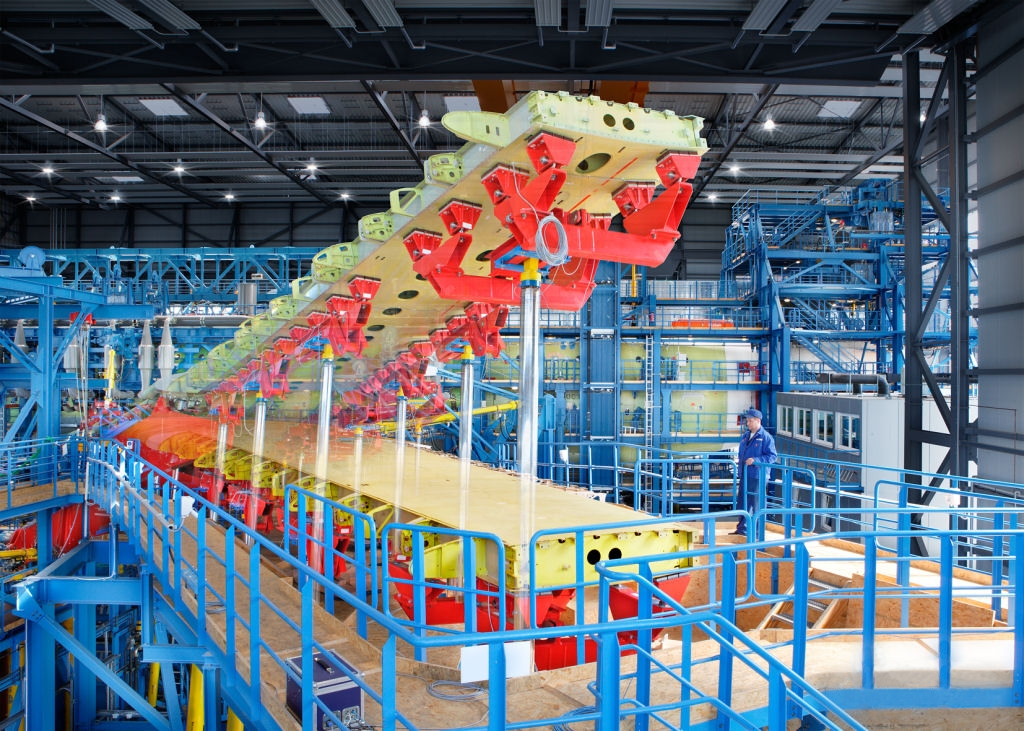
De vleugeldoos van een Airbus A380 tijdens een test.

Een vleugeldoos of wingbox is een doosvormig onderdeel in een vliegtuigvleugel. De doos voorkomt dat de vleugels te ver doorbuigen onder invloed van de op de vleugel uitgeoefende liftkracht.
Een vleugeldoos bestaat meestal uit een boven- en onderplaat, verbonden met twee zijplaten. In de lengterichting van de doos lopen enkele L-profielen ter versteviging. Haaks hierop bevinden zich enkele ribben die aan alle vier de platen bevestigd zijn en torsie tegengaan. Aangezien het grootste gedeelte van de doos hol is wordt deze veelal gebruikt als brandstoftank.